# Onthophagus hirticulus
Onthophagus hirticulus là một loài bọ cánh cứng trong họ Bọ hung (Scarabaeidae).